# Florence Schopp
Florence Schopp, née le 17 septembre 1972, est une joueuse de pétanque française. 

## Biographie
Elle est droitière et se positionne en pointeuse. Elle est secrétaire médicale au CMI de Romagnat.

## Clubs
- ? - 2004 : JC Cournonnais (Puy-de-Dôme)
- 2005 - 2007 : Elite Club Ambert (Puy-de-Dôme)
- 2008 - 2014 : JC Cournonnais (Puy-de-Dôme)
- 2015 - 2019 : Gourdon Pétanque (Lot)
- 2020 -  : Club Pétanque Bron Terraillon (Rhône)

## Palmarès[1]

### Séniors

#### Championnats du Monde
Troisième
- Triplette 2006 (avec Ranya Kouadri, Marie-Christine Virebayre et Angélique Colombet) :  Équipe de France
- Triplette 2008 (avec Ranya Kouadri, Marie-Christine Virebayre et Angélique Colombet) :  Équipe de France

#### Championnats d'Europe
Championne d'Europe
- Triplette 2001 (avec Angélique Colombet, Cynthia Quennehen et Ranya Kouadri) :  Équipe de France

Finaliste
- Triplette 2003 (avec Cynthia Quennehen, Chantal Salaris et Angélique Colombet) :  Équipe de France

#### Jeux méditerranéens
Troisième
- Doublette 2009 (avec Angélique Colombet) :  Équipe de France

#### Championnats de France
Championne de France
- Doublette 1997 (avec Angélique Colombet) : JC Cournon d'Auvergne
- Doublette 2000 (avec Angélique Colombet) : JC Cournon d'Auvergne
- Doublette 2001 (avec Angélique Colombet) : JC Cournon d'Auvergne
- Doublette 2002 (avec Angélique Colombet) : JC Cournon d'Auvergne
- Triplette 2004 (avec Marie-Christine Virebayre et Angélique Colombet) : JC Cournon d'Auvergne
- Doublette 2006 (avec Angélique Colombet) : Élite Club Ambert
- Triplette 2007 (avec Marie-Christine Virebayre et Angélique Colombet) : Élite Club Ambert
- Doublette 2007 (avec Angélique Colombet) : Élite Club Ambert
- Triplette 2008 (avec Marie-Christine Virebayre et Angélique Colombet) : JC Cournon d'Auvergne
- Doublette 2008 (avec Angélique Colombet) : JC Cournon d'Auvergne

Finaliste
- Doublette mixte 2006 (avec Pascal Milei) : Élite Club Ambert
- Doublette 2011 (avec Angélique Colombet) : JC Cournon d'Auvergne
- Triplette 2012 (avec Angélique Colombet et Marie-Christine Virebayre) : JC Cournon d'Auvergne
- Triplette 2015 (avec Nadège Baussian et Anna Maillard) : Gourdon Pétanque

#### Millau

##### Mondial de Millau (1993-2002)
Vainqueur
- Doublette 1998 (avec Angélique Colombet)
- Doublette 1999 (avec Angélique Colombet)
- Doublette 2000 (avec Angélique Colombet)
- Doublette 2001 (avec Angélique Colombet)
- Doublette 2002 (avec Angélique Colombet)

Finaliste
- Tête à Tête 1999

##### Mondial à pétanque de Millau (2003-2015)
Vainqueur
- Doublette 2004 (avec Angélique Colombet)
- Triplette 2005 (avec Marie-Christine Virebayre et Angélique Colombet)
- Doublette 2005 (avec Angélique Colombet)
- Triplette 2008 (avec Marie-Christine Virebayre et Angélique Colombet)
- Triplette 2009 (avec Marie-Christine Virebayre et Angélique Colombet)
- Triplette 2012 (avec Anna Maillard et Jessica Tronche)

#### EuroPétanque de Nice
Vainqueur
- Triplette 2003 (avec Chantal Salaris et Nathalie Vialla)